# Liste der Monuments historiques in Angoulins
Die Liste der Monuments historiques in Angoulins führt die Monuments historiques in der französischen Gemeinde Angoulins auf.

## Liste der Bauwerke
| Bezeichnung      | Beschreibung              | Standort | Kennzeichnung | Schutzstatus | Datum | Bild           |
| ---------------- | ------------------------- | -------- | ------------- | ------------ | ----- | -------------- |
| Kirche St-Pierre | Erbaut im 15. Jahrhundert | (Lage)   | PA00104591    | Classé       | 1908  | weitere Bilder |

## Liste der Objekte

### Kirche St-Pierre
| Bezeichnung | Beschreibung                                                | Standort | Kennzeichnung | Schutzstatus | Datum | Bild |
| ----------- | ----------------------------------------------------------- | -------- | ------------- | ------------ | ----- | ---- |
| Kanzel      | Holz, 1758                                                  | (Lage)   | PM17000011    | Classé       | 1964  |      |
| Kelch       | Kupfer, versilbert und vergoldet, Ende des 18. Jahrhunderts | (Lage)   | PM17001517    | Inscrit      | 1988  |      |
| Glocke      | Bronze, 1631 gegossen                                       | (Lage)   | PM17000010    | Classé       | 1907  |      |